# Omaricultuur
De Omaricultuur was een neolithische cultuur in Neder-Egypte die bestond van ongeveer 4600 tot 4400 voor Christus.

## Locaties
De cultuur is vooral bekend van een aantal sites in de buurt van Caïro, hoewel deze door geïsoleerde vondsten ook elders is gedocumenteerd. De eerste site werd in 1924 nabij Caïro ontdekt door Amin El-Omari, naar wie de cultuur en de plaats van ontdekking zijn vernoemd. Paul Bovier-Lapierre heeft de site in 1925 opgegraven. Later vonden er nog meer opgravingen in dit gebied plaats.

## Vondsten
Van de feitelijke nederzettingen bleef weinig over. Meestal waren er alleen maar afvalkuilen en paalgaten van de huizen aanwezig. In deze kuilen werden de meeste voorwerpen gevonden. Er werden ook talloze graven gevonden in de nederzetting, waarbij de doden meestal met hun hoofd naar het zuiden gericht begraven werden. Er waren slechts weinig grafgiften, meestal slechts een enkele pot. De graven verschillen qua inrichting en grootte nauwelijks en suggereren weinig sociale differentiatie.

## Conclusies
Het aardewerk van de Omaricultuur is eenvoudig, onversierd en gemaakt van plaatselijke klei. Gereedschappen waren van steen, metaal was nog niet bekend. Er werden resten van linnen gevonden, wat dus al bekend was.
De Omari-mensen waren waarschijnlijk boeren. Emmer en tarwe werden verbouwd. Er werden varkens, runderen, schapen en geiten gehouden. Nijlpaardbotten geven aan dat er op deze dieren werd gejaagd en geconsumeerd. Er werd ook vis gegeten.